# Breitenbach (Fischach)
Der Breitenbach ist ein gut viereinhalb Kilometer langer Bach auf der Gemarkung der Gemeinde Obersontheim im Landkreis Schwäbisch Hall im nordöstlichen Baden-Württemberg, der von rechts und Südwesten zwischen deren Talorten Mittel- und Unterfischach in die untere Fischach mündet. Sein Oberlauf ist der Stielbach.

## Geographie

### Stielbach
Der Stielbach entsteht am Ostrand der Limpurger Berge aus einigen kleineren Wasserläufen, die wenig östlich und nördlich der Kohlenstraße auf der bewaldeten Hochebene entstehen, in die sie sogleich ihre östlich bis nördlich laufenden Lehmklingen einreißen. Der Hauptlauf beginnt im Gewann Stielberg auf etwa 498 m ü. NHN nur einen Steinwurf weit östlich dieser Waldstraße, in der Mitte ihres Abschnitts zwischen dem Waldrand zur Winzenweiler Rodungsinsel im Norden und der Waldhütte Bernishütte. Dieser Zweig läuft 800 Meter ostwärts und gräbt sich bis auf 442,2 m ü. NHN ein, wonach er von rechts alle im Büschel zulaufenden anderen Oberläufe aufgenommen hat und sich nun etwa in Zulaufrichtung des letzten und größten anderen Quellasts nach Nordosten wendet.
Zwei- bis dreihundert Meter weiter verlässt der Bach auf etwa 435 m ü. NHN den Wald  und zieht nun von Bäumen begleitet und begradigt neben einem Feldweg durch eine recht breite Wiesenaue unter Waldhängen auf beiden Seiten. Weniger als 600 Meter später läuft auf etwa 417 m ü. NHN von links der etwa 1,0 km lange Bach aus der Hühnerklinge zu, der am oberen Kalkberg (477,9 m) seinen Ursprung nimmt. Hier wird die begleitende Baumgalerie nun schon dünner. Etwa 400 Meter weiter abwärts ist der bisher links begleitende Kalkberg-Sporn flach ausgelaufen und wenig über der weiten Mulde des Baches erstreckt sich links die weite und offene Engelhofener Ebene. Etwas weiter erreicht er den namengebenden Obersontheimer Weiler Engelhofen, nach der Unterquerung der Durchgangsstraße wird er Breitenbach genannt.

### Breitenbach
Der Breitenbach genannte Unterlauf beginnt etwa auf 405 m ü. NHN und zieht beständig nordöstlich bis zuletzt ostnordöstlich. Schon nach etwa 150 Metern mündet in ihn noch in der Kontur des Weilers der linke Klingenbach, der im Westen in einer Talbucht der Limpurger Berge gegenüber der Steige der L 1066 Winzenweiler–Mittelfischach nahe dem Rothof entspringt; mit 1,4 km Länge ist dieser zuletzt verrohrt durch Engelhofen laufende Zufluss der größte des Breitenbachs. Gegenüber seiner Mündung setzt nun auch auf dem rechten flachen Randhügel der Wald aus. Im weiteren Verlauf erreicht den Breitenbach in nun fortlaufend breiterer Mulde von links noch ein sehr kurzer Zufluss aus einer Mulde, die weit oberhalb des gewöhnlichen Durchflusses an der L 1066 beginnt und einiges später von links noch ein unbeständiger, heute in einem Feldweggraben geführter Lauf von etwa 1,0 km Länge von Westen. Zwischen beiden münden vom höheren rechten Hang her nur zwei oder drei Rinnsale.
Schon am letztgenannten Zufluss begleitet kein Weg mehr den in geradem Graben laufenden Bach, der dann zwischen zwei Aussiedlerhöfen auf den flachen Randhügeln am Übergang in die Fischachaue die Fischachtalstraße K 2627 zwischen Mittel- und Unterfischach quert und schließlich nach weiteren 300 Metern über die Flussaue hinweg von rechts und Westsüdwesten auf etwa 385 m ü. NHN in die untere Fischach mündet.

### Einzugsgebiet
Der Breitenbach entwässert ein etwa 5,0 km² großes Einzugsgebiet im Naturraum der Schwäbisch-Fränkischen Waldbergen, das mit seinen oberen Teilen und nur den Bach-Oberläufen im Ostrand des Unterraumes Limpurger Berge, mit den unteren im Unterraum Fischachbucht und Randhöhen liegt. Das Einzugsgebiet erstreckt sich etwa 4,5 km weit von nahe der Bernishütte an der Kohlenstraße im Südwesten, nahe welcher der mit 509 m ü. NHN höchste Punkt auf der flachen Hochebene liegt, bis zur Mündung im Nordosten. Quer dazu ist es bis zu 2,0 km breit. An der linken Seite grenzen im Nordwesten auf der Hochebene und hinter deren Wolfsberg-Sporn das Einzugsgebiet des Amsbachs an, näher an der Mündung dann dasjenige von dessen Vorfluter Bühlbach, der gut einen Kilometer aufwärts des Breitenbachs ebenfalls in die Fischach einfließt. An der rechten, südöstlichen Seite konkurriert der sich bei Unterfischach in die Fischach ergießende Weiler Bach, der in ähnlicher Richtung das benachbarte Tal jenseits des Raitelsberg-Sporns durchläuft. Über den Quellen des Breitenbach-Oberlaufs Stielbach liegt der höchste Wasserscheidenabschnitt auf der Hochebene auf durchweg über 495 m ü. NHN, jenseits von diesem fließt an der Südwestseite der Eisbach zum Kocher und an der Westseite der linke Eisbach-Oberlauf Rotklingenbach.
Knapp 40 % der Fläche im Südwesten und Westen auf der Hochebene sowie auf deren Osthängen und -spornen Raitelsberg, Stielberg, Kalkberg und Wolfsberg sind bewaldet.
Die einzigen Siedlungsplätze sind der Weiler Engelhofen am Mittellauf und drei Aussiedlerhöfe beidseits des Unterlaufs an der Fischachtalstraße. Bis auf einen schmalen und unbesiedelten westlichen Rand auf der Hochfläche der Limpurger Berge, der zu Gaildorf gehört, liegt das ganze Einzugsgebiet auf der Mittelfischacher Teilgemarkung der Gemeinde Obersontheim.

### Zuflüsse und Seen
Liste der Zuflüsse von der Hauptstrangquelle des Stielbachs bis zur Mündung des Breitenbachs. Gewässerlänge und Einzugsgebiet und Höhe nach den entsprechenden Layern auf der Onlinekarte der LUBW. Andere Quellen für die Angaben sind vermerkt.
Ursprung des Stielbachs auf etwa 498 m ü. NHN auf der ebenen Hochfläche der Limpurger Berge über dem Stielberg-Hang, etwa 2 km südwestlich von Obersontheim-Engelhofen und etwa 1,1 km ostsüdöstlich von Gaildorf-Winzenweiler, wenige Schritte östlich der Kohlenstraße. Hier entspringt der westlichste Quellast des aus einem Büschel von Quellläufen zusammenlaufenden Stielbachs.
- (Größter östlicher Quellast), von rechts und Südsüdosten auf 442,2 m ü. NHN[LUBW 5] etwa 200 Meter vor der Flurgrenze, 0,5 km und ca. 0,3 km². Entsteht auf etwa 490 m ü. NHN am Nordostabhang des Waldgewanns Bernis. Der Hauptstrangast ist am Zusammenfluss 0,8 km lang und hat  schon ein Einzugsgebiet von ca. 0,4 km². Der hier endgültig vereinte Stielbach fließt nordöstlich weiter.
- Bach aus der Hühnerklinge, von links und Westen auf 417,3 m ü. NHN[LUBW 5] im Flurgewann Reute, 1,0 km und ca. 0,4 km². Entsteht auf etwa 475 m ü. NHN in einer Klinge am Kalkberg.

Ab der unterquerten Hauptstraße in Engelhofen etwa 2,4 km unterhalb seiner höchsten und mündungsfernsten Quelle wird der Bach dann Breitenbach genannt, nur 200 Meter abwärts läuft sein größter Nebenbach zu.
- Klingenbach, von links und Westen auf etwa 403 m ü. NHN am Ostrand von Engelhofen, 1,4 km und ca. 0,8 km². Entspringt einem winzigen Teich unter dem Obersontheimer Rothof an der Talsteige der Landesstraße Winzenweiler–Mittelfischach (L 1066) auf etwa 442 m ü. NHN etwa 150 Meter südöstlich und mündet nach verrohrter Strecke durch den Weiler.
- (Unbeständiger Zulauf), von links und Nordwesten auf etwa 403 m ü. NHN am Ostrand von Engelhofen, ca. 0,3 km[LUBW 6] und ca. 0,3 km². Die zugehörige Talmulde beginnt schon an der L 1066.
- (Unbeständiger Feldweggraben), von links und Westen auf etwa 390 m ü. NHN zwischen Engelhofen und einer Aussiedlerhofgruppe am Rande des Fischachtales, ca. 1,0 km[LUBW 6] und ca. 0,4 km². Beginnt auf etwa 425 m ü. NHN an der nördlich aus Engelhofen zur L 1066 führenden öffentlichen Fahrstraße und läuft in einer natürlichen Mulde.

Mündung des Breitenbachs von rechts und Westen auf knapp 385 m ü. NHN etwa 1,3 km südöstlich der Ortsmitte von Mittelfischach im Osten von zwei Aussiedlerhöfen beidseits der unteren Talmulde in die untere Fischach. Der Bach ist 4,6 km lang und hat ein ca. 5,0 km² großes Einzugsgebiet.

## Geologie
Der Lauf des Breitenbachs und seiner Ober- und Zuläufe liegt zur Gänze im Keuper, dessen höchste Schicht im kleinen Südzipfel des Einzugsgebietes der Stubensandstein (Löwenstein-Formation) ist. Die höchste Quelle des Stielbachs entspringt in den Oberen Bunten Mergeln (Mainhardt-Formation). Unterhalb der Quellbachklingen im Oberen Mittelkeuper, die Kieselsandstein (Hassberge-Formation) und Untere Bunte Mergel (Steigerwald-Formation) durchschneiden, durchläuft der vereinte Bachlauf des Stielbachs bald den Schilfsandstein (Stuttgart-Formation) und tritt dann in den Gipskeuper (Grabfeld-Formation)  ein, zuerst in dessen mäßig flach ausstreichende Estherienschichten, in denen eben noch der Bach aus der Hühnerklinge mündet. Der folgende sehr flache Lauf von Stielbach und anschließend Breitenbach bleibt bis zur Mündung im Gipskeuper.
An wenigstens einem der Quellbäche zeigen sich Quellsinterbildungen. Der Bach läuft schon vor Engelhofen in einem merklichen Hochwassersedimentstreifen, der sich unterhalb des Dorfes deutlich ausweitet. Am rechten Hang zeigt die Geologische Karte im Bereich der erwähnten Rinnsale fächerförmige Schüttungen bis an den Auenrand.
Für die flache Ebene mittlerer Höhe rechts über dem Breitenbach ist die Corbula-Schicht des Gipskeupers stufenbildend, eine geringmächtige dolomitisierte Kalklage, die früher nach dem Ort Engelhofer Platte genannt wurde. Sie nimmt auch über dem linken Hang einiges an Fläche ein, ist hier jedoch durch die an dieser Seite eingetieften Zuflussmulden gegliedert. Ein Hohlweg gleich am Südrand von Engelhofen an der Straße nach Sulzbach schließt diese Schicht auf.

## Natur und Landschaft
Das Einzugsgebiet von Streitbach und Breitenbach hat im Südwesten Anteil am Teilnaturraum Limpurger Berge der Schwäbisch-Fränkischen Waldberge, dem im Nordosten dann der benachbarte Teilnaturraum der Fischachbucht vorgelagert ist. Geschieden sind sie im Wesentlichen durch die Waldgrenze, an der auch ungefähr das Landschaftsschutzgebiet Fischachtal mit Nebentälern und angrenzenden Gebieten zwischen Herlebach und Kottspiel beginnt, aus dem nur die recht kleinen Siedlungsflächen vor allem von Engelhofen und um die mündungsnahen Aussiedlerhöfe ausgenommen sind.
Der Stielbach und seine Quellbäche sind bis zur Flurgrenze naturnahe, gewundene, zur heißen Jahreszeit an den obersten Abschnitten austrocknende Wasserläufe mit zumeist sandig-kiesigem Sediment, die in Klingen zu Tale laufen und an denen sich Steil- und Flachufer abwechseln. Ähnliches gilt für den Zulauf aus der Hühnerklinge. Außerhalb des Waldes läuft der Steilbach dann als recht gerader Graben neben einem Feldweg durch die wiesenreiche Flur, begleitet von einer lockeren Baumreihe aus zumeist Erlen. Ein Stück vor Engelhofen liegt links des Laufes ein hektargroßes, durch einen zulaufenden Feldweg geteiltes Schilfröhrichtfeld, an dessen abwärtigem Ende sich die begleitende Baumreihe kurz nach links flächenhaft ausweitet. Im Ortsbereich von Engelhofen ist der Bach überwiegend verdolt. Am anderen Ortsende beginnt dann ein fast baumloser, begradigter Grabenlauf in sich weitender Wiesenmulde, auf dem den Bach überwiegend kein Feldweg begleitet; die Mündung in die Fischach ist eingekurvt.
Auffälligstes bachfernes Biotop im Tal ist der Rest eines Wacholderheidenhangs am Kalkberg westlich über dem genannten Schilfröhrichtfeld, das bergwärts in überwuchernden Wald übergeht.
Fast das gesamte offene Terrain im Einzugsgebiet, ausgenommen nur die Orte und ihr Weichbild darum, liegt im Landschaftsschutzgebiet Fischachtal mit Nebentälern und angrenzenden Gebieten zwischen Herlebach und Kottspiel.  Naturdenkmale sind der erwähnte Wacholderheidenhangs am Kalkberg westlich von Engelhofen und ein Feuchtgebiet links des Stielbachs darunter.

### LUBW
Amtliche Online-Gewässerkarte mit passendem Ausschnitt und den hier benutzten Layern: Lauf und Einzugsgebiet des Breitenbachs

Allgemeiner Einstieg ohne Voreinstellungen und Layer: Daten- und Kartendienst der Landesanstalt für Umwelt Baden-Württemberg (LUBW) (Hinweise)
1. 1 2 3 4  Höhe nach dem Höhenlinienbild auf dem Hintergrundlayer Topographische Karte.
2. 1 2  Länge nach dem Layer Gewässernetz (AWGN).
3. ↑  Länge nach den Layer Gewässernetz (AWGN) und Gewässername des Online-Kartenservers der LUBW.
4. 1 2  Einzugsgebiet abgemessen auf dem Hintergrundlayer Topographische Karte.
5. 1 2 3  Höhe nach schwarzer Beschriftung auf dem Hintergrundlayer Topographische Karte.
6. 1 2  Länge abgemessen auf dem Hintergrundlayer Topographische Karte.
7. ↑  Schutzgebiete nach den einschlägigen Layern, Natur teilweise nach dem Layer Biotop.

### Andere Belege
1. ↑  Wolf-Dieter Sick: Geographische Landesaufnahme: Die naturräumlichen Einheiten auf Blatt 162 Rothenburg o. d. Tauber. Bundesanstalt für Landeskunde, Bad Godesberg 1962. → Online-Karte (PDF; 4,7 MB)
2. ↑  Geologie nach den Layern zu Geologische Karte 1:50.000 auf: Mapserver des Landesamtes für Geologie, Rohstoffe und Bergbau (LGRB) (Hinweise)
Ausgenommen dessen Westrand ist das Einzugsgebiet auch auf der unter → Literatur genannten Geologischen Karte eingetragen.
3. ↑  Geotop-Steckbrief des Hohlwegs am Südrand von Engelhofen (PDF, 331 kByte)